# Guinea-Bisáu en los Juegos Olímpicos de la Juventud 2018
Guinea-Bisáu participó en los Juegos Olímpicos de la Juventud 2018 en Buenos Aires, Argentina, celebrados entre el 6 y el 18 de octubre de 2018. Su delegación estuvo conformada por dos atletas en dos disciplinas. No obtuvo medallas en las justas.

## Medallero
| Medalla       | Oro | Plata | Bronce | Total |
| ------------- | --- | ----- | ------ | ----- |
| Total oficial | 0   | 0     | 0      | 0     |

## Disciplinas

### Atletismo
Guinea-Bisáu clasificó a una atleta en esta disciplina.
Femenino
Eventos de Pista
| Atleta        | Evento     | Serie 1 | Serie 1 | Serie 2 | Serie 2 | Total  | Total  |
| Atleta        | Evento     | Tiempo  | Puesto  | Tiempo  | Puesto  | Tiempo | Puesto |
| ------------- | ---------- | ------- | ------- | ------- | ------- | ------ | ------ |
| Famata Darame | 100 Metros | 14.02   | 32      | 13.81   | 34      | 27.83  | 32     |

### Judo
Guinea-Bisáu clasificó a un atleta en esta disciplina.
MAsculino
| Atleta         | Evento     | Ronda de 16          | Cuartos de final   | Semifinales        | Repechaje                      | Final / BM         | Final / BM |
| Atleta         | Evento     | Oponente Resultado   | Oponente Resultado | Oponente Resultado | Oponente Resultado             | Oponente Resultado | Puesto     |
| -------------- | ---------- | -------------------- | ------------------ | ------------------ | ------------------------------ | ------------------ | ---------- |
| Euclides Lopes | Hasta 55Kg | Leutgeb (AUT) P 0–10 | No avanzó          | No avanzó          | Valadier Picard (FRA) P 0s1–10 | No avanzó          | No avanzó  |